# Churning
Unter Churning (engl. „Provisionsschneiderei“, „Gaunerei“; kommt von to churn „buttern“, „umrühren“) wird im Finanzbereich das häufige Umschichten eines Depots durch einen Vermögensverwalter oder Broker verstanden. Dadurch verschafft sich dieser möglichst hohe Provisionen, die zulasten des Anlegers gehen. Churning kommt vorwiegend bei Termingeschäften vor, zunehmend auch im Wertpapierbereich.
Der Begriff entstand in Anlehnung an die Butterherstellung, bei der die Milch gerührt und der Rahm abgeschöpft wird, bis keine Milch mehr vorhanden ist. Genauso schichtet der Vermögensverwalter das Kapital um und schöpft die anfallenden Gebühren ab.